# Trans-アセナフテン-1,2-ジオールデヒドロゲナーゼ
trans-アセナフテン-1,2-ジオールデヒドロゲナーゼ（trans-acenaphthene-1,2-diol dehydrogenase）は、次の化学反応を触媒する酸化還元酵素である。
(+/-)-trans-アセナフテン-1,2-ジオール + 2 NADP+ {\displaystyle \rightleftharpoons } アセナフテンキノン + 2 NADPH + 2 H+
反応式の通り、この酵素の基質は(+/-)-trans-アセナフテン-1,2-ジオールとNADP+、生成物はアセナフテンキノンとNADPHとH+である。
組織名は(+/-)-trans-acenaphthene-1,2-diol:NADP+ oxidoreductaseで、別名にtrans-1,2-acenaphthenediol dehydrogenaseがある。